# Municipio de Mill Spring
El municipio de Mill Spring (en inglés: Mill Spring Township) es un municipio ubicado en el condado de Wayne en el estado estadounidense de Misuri. En el año 2010 tenía una población de 908 habitantes y una densidad poblacional de 4,08 personas por km².

## Geografía
El municipio de Mill Spring se encuentra ubicado en las coordenadas 37°3′1″N 90°39′53″O / 37.05028, -90.66472. Según la Oficina del Censo de los Estados Unidos, el municipio tiene una superficie total de 222.53 km², de la cual 220,94 km² corresponden a tierra firme y (0,72 %) 1,6 km² es agua.

## Demografía
Según el censo de 2010, había 908 personas residiendo en el municipio de Mill Spring. La densidad de población era de 4,08 hab./km². De los 908 habitantes, el municipio de Mill Spring estaba compuesto por el 97,14 % blancos, el 0,22 % eran afroamericanos, el 0,55 % eran amerindios, el 0,11 % eran de otras razas y el 1,98 % eran de una mezcla de razas. Del total de la población el 0,44 % eran hispanos o latinos de cualquier raza.